# Mnemea phalerata
Mnemea phalerata är en skalbaggsart som beskrevs av Francis Polkinghorne Pascoe 1865. Mnemea phalerata ingår i släktet Mnemea och familjen långhorningar. Inga underarter finns listade i Catalogue of Life.